# Čaplygin
Čaplygin in russo Чаплы́гин? è una città della Russia europea sudoccidentale, situata nell'oblast' di Lipeck ai margini del Rialto centrale russo, presso la confluenza dei fiumi Stanovaja Rjasa e Jagodnaja Rjasa (bacino del Don), 85 chilometri a nord del capoluogo Lipeck, all'estremità nordorientale della oblast': è il centro amministrativo del distretto omonimo.

## Società

### Evoluzione demografica
Fonte: mojgorod.ru
- 1897: 15.300
- 1926: 9.600
- 1959: 10.700
- 1970: 13.700
- 1989: 14.300
- 2007: 13.200